# 스티븐 실바
스티븐 실바(Steven Silva, 1986년 11월 27일 ~ )는 미국의 배우이자 요리사이다.

## 같이 보기
- 알주르 아브레니카